# TERA (винтовка)
Винтовки TERA (挺進落下傘小銃／挺身落下傘小銃 «Teishin Rakkasan Shyoujyu») — специальные винтовки, разработанные для десантников Императорской армии Японии и парашютистов ВМФ. Все варианты либо могли складываться или же легко собирались и разбирались. Всего было создано три типа таких винтовок.

## Тип 0
Тип 0 (она же Тип 100) — создан в 1940 году на основе конструкции германского разборного Karabiner 98k Fallschirmjäger. Базой для переделки послужила винтовка Тип 99.
Без изменений были взяты все основные части затвор, крышка затвора, магазин, прицел с откидными визирами, моносошка, антабки, крепление для штыка тип 30. Ложа разделена на две части. Чтобы произвести разборку винтовки в нижней части соединения ствола и ствольной коробки на ложе отжималась клавиша стопора (от проворачивания в собранном состоянии) и ствол проворачиваясь в сухарном соединении отделялся от ствольной коробки. После произведения 100—200 выстрелов происходила осадка и выкрашивание поверхностей резьбовых соединений, после 500 выстрелов шат ствола становился более чем заметен и был уже не безопасен для эксплуатации винтовки.
Всего было произведено 500 экземпляров для войсковых испытаний.

## Тип 1
Тип 1 — разрабатывался для ВДВ сухопутных сил (Тэйсин сюдан). Основан на кавалерийском карабине Тип 38.
В целом копируя механизм Karabiner 98k «Klappschaft», он одновременно с этим не разбирался на две части, а складывался.
Приклад складывается в транспортное положение на металлической петле на правую сторону. Фиксации в сложенном положении нет, предполагалось десантирование с привязанным к ноге чехлом. В разложенном положении приклад блокируется простым крюком и зажимается барашковой гайкой. Люфт соединения присутствовал изначально, относительно слабый по отдаче 6,5мм японский патрон еще сильнее расшатывал конструкцию. Карабины выдавались парашютистам эпизодически вплоть до 1945 года.
В целом, арсенал в Нагое в 1941 году для войсковых испытаний изготовил около 250—300 таких карабинов.

## Тип 2
Тип 2 — переработанная винтовка Тип 99. Создана из-за неудовлетворительных характеристик Тип 0.
При конструировании без изменений взяты все основные части винтовки Тип 99 — затвор, крышка затвора, магазин, прицел с откидными визирами, моносошка, антабки, крепление для штыка. В сравнении с Тип 0, был совершенно переработан способ соединения, полностью отказавшись от нагруженного сухарного соединения, введен эффективный способ соединения ствольной коробки и ствольного блока при помощи поперечного болта. Такой способ успешно применялся на быстросъемном соединении перегретого ствола на ручных пулеметах Тип 96 и Тип 99.
Для разборки карабина с правой стороны выкручивается поперечный болт-клин с несколькими витками крупной резьбы. На головке болта установлено D-полукольцо для исключения утери болта (привязыванием к ложе цепочкой или шнуром). Болт частично или полностью вынимается из канала в ложе. Ствольный блок вынимается движением вперед. Данный тип соединения показал себя более надежным, отдельные винтовки выдерживали до 3000-5000 выстрелов с минимальным шатом. Износ канала болта и самого болта-клина мог устраняться подбором запасного с минимальным зазором.

## Сравнительные характеристики
| Образец                                                     | Тип 0               | Тип 1               | Тип 2               |
| Патрон                                                      | 7,7 × 58 мм Арисака | 6,5 × 50 мм Арисака | 7,7 × 58 мм Арисака |
| Масса оружия, гр, без штыка со штыком                       | 3900 4300           | 3950 4000           | 3950 4340           |
| Длина оружия, мм, без штыка со штыком В сложенном состоянии | 1120 мм 1520 723    | 970 мм 1360 665     | 1115 мм 1515 711    |
| Длина ствола, мм                                            | 657                 | 480                 | 645                 |
| Ёмкость магазина, патронов                                  | 5                   | 5                   | 5                   |
| Боевая скорострельность, выстрелов/мин                      | 15-30               | 15-30               | 15-30               |
| Прицельная дальность предельная, м                          | 1500                | 2000                | 1500                |

## В массовой культуре
- Винтовкой Тип 2 пользовался в качестве снайперской винтовки серийный убийца Скорпион в фильме 1971 года «Грязный Гарри».
- Винтовка Тип 2 фигурирует в фильме 1962 года "Манчжурский кандидат" как "двусоставная снайперская винтовка Советской армии"[5].